# Sami Aldeeb

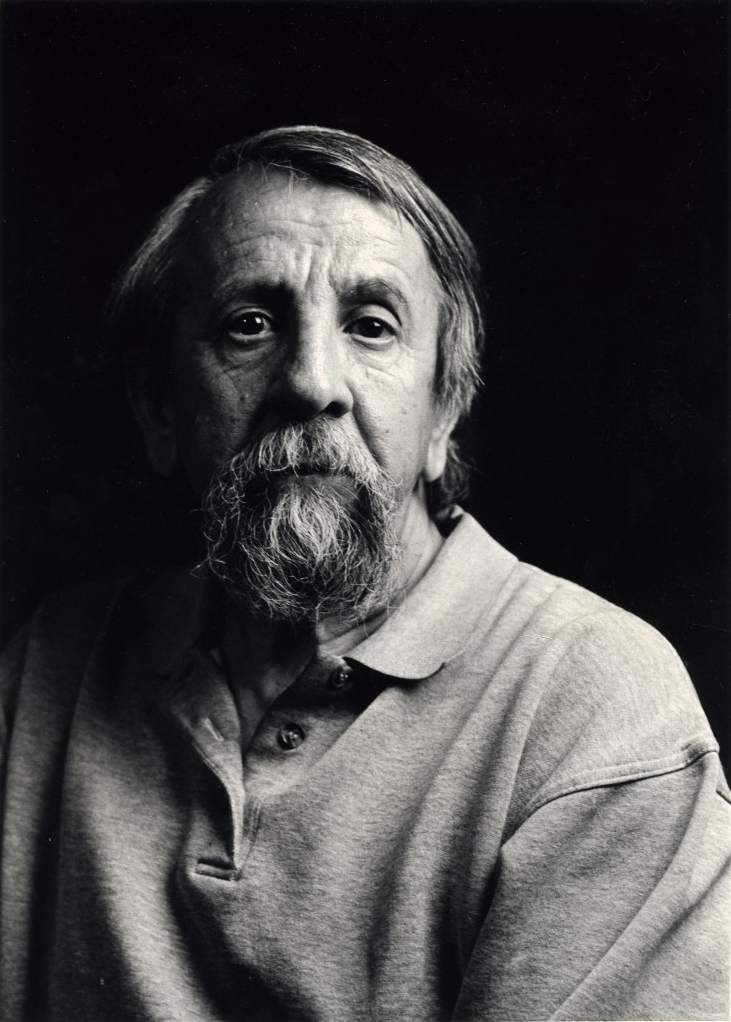
Sami Aldeeb, 2011

Sami Awad Aldeeb Abu-Sahlieh (* 5. September 1949 in Zababdeh im Westjordanland) ist ein Schweizer Jurist und Autor palästinensischer Abstammung. Er betreibt das Zentrum für arabisches und islamisches Recht in Saint-Sulpice und lehrt an Universitäten in der Schweiz, in Frankreich und Italien.

## Leben und Wirken

### Herkunft und Ausbildung
Sami Aldeeb stammt aus einer christlichen Familie mit landwirtschaftlichem Hintergrund. Er besuchte 1956–61 die Grundschule seines Heimatdorfes und 1961–65 das Kleine Seminar des Lateinischen Patriarchats von Jerusalem in Beit-Jala bei Bethlehem. Als Vierzehnjähriger brach er die Schulausbildung ab, um bis 1968 eine Schneiderlehre an der technischen Schule der Salesianer von Bethlehem zu absolvieren. Danach übte er den Schneiderberuf aus und arbeitete gleichzeitig für das Internationale Komitee vom Roten Kreuz. Im Jahr 1970 machte er Abitur in Jenin und erhielt ein Stipendium vom St. Justin Werk in Freiburg, um in der Schweiz zu studieren.
Seinen Abschluss in Rechtswissenschaften machte er im April 1974 an der Universität Freiburg mit cum laude. Er schrieb sich für eine rechtswissenschaftliche Promotion in Freiburg ein, und zeitgleich für Politikwissenschaft am Graduate Institute of International Studies in Genf. Im Januar 1976 schloss er das Studium in Politikwissenschaft in Genf mit Auszeichnung ab, Thema seiner Dissertation war: „Le droit des peuples à disposer d’eux-mêmes, étude analytique de la doctrine marxiste-léniniste et de la position soviétique“ (siehe Literaturverzeichnis). Dann verbrachte er ein Jahr in Ägypten, um seine Doktorarbeit mit dem Titel „L’impact de la religion sur l’ordre juridique, cas de l’Égypte, non-musulmans en pays d’Islam“ vorzubereiten (siehe Literaturverzeichnis). Er verteidigte seine Dissertation im Dezember 1978 an der juristischen Fakultät Freiburg mit summa cum laude und erhielt 1970–77 ein Stipendium des St. Justin Werks in Freiburg und 1977–79 ein Stipendium der schweizerischen Eidgenossenschaft.

### Berufliche Laufbahn
Aldeeb lehrte arabisches und islamisches Recht am Institut für Kanonisches Recht in Straßburg (1985–1991). Er hatte Lehraufträge an der Juristischen Fakultät von Aix-en-Provence (seit 2005), der Juristischen Fakultät von Palermo (seit 2007), am CERISDI von Palermo (seit 2007), der Internationalen Fakultät für vergleichendes Recht von Straßburg (seit 2007), der Juristischen Fakultät von Trento (seit 2010), der Juristischen Fakultät von Cergy-Pontoise (seit 2010), der Juristischen Fakultät von Grenoble (seit 2010) und der Theologischen Fakultät von Lugano (seit 2011).
Er war Beamter am Schweizerischen Institut für Rechtsvergleichung in Lausanne vom 1. November 1980 bis 31. Dezember 2009 als Verantwortlicher für arabisches und islamisches Recht. Im Rahmen seiner Arbeit hat er Gutachten erstellt.
Im Mai 2009 eröffnete er ein eigenes Zentrum für arabisches und islamisches Recht.
Am 29. Juni 2009 bekam er eine Befähigung zur Leitung von Forschungsarbeiten (HDR) an der Universität von Bordeaux 3. Im Jahr 2010 verlieh ihm der CNU den Titel „Professor der Universitäten“ in den Fächern Privatrecht und Arabisch.
Aldeeb ist Autor mehrerer Bücher und Artikel über das arabische und muslimische Recht. Er hat die Schweizer Verfassung ins Arabische übersetzt. Er hat im Jahr 2008 eine arabisch-französische Ausgabe des Korans veröffentlicht. Die Texte folgen der chronologischen Reihenfolge der Suren in der Kairiner Koranausgabe, mit Einbezug der Varianten in jüdischen und christlichen Schriften.

## Persönliches
Seit dem 11. Mai 1984 hat Aldeeb die schweizerische Staatsangehörigkeit.

## Positionen
Aldeeb ist Christ, glaubt aber nicht an die Offenbarung im traditionellen Sinn. Er definiert diese nicht als „das Wort Gottes zum Menschen“, sondern als „das Wort des Menschen über Gott“. Er will den weltlichen Kampf für die Menschenrechte, ist gegen die männliche und weibliche Beschneidung, das rituelle Schächten, nach Religionen getrennte Friedhöfe, die Todesstrafe und grundsätzlich die Gewaltanwendung.
Er engagiert sich für einen einzigen demokratischen und säkularen Staat in Palästina/Israel und lehnt eine Existenz zweier selbständiger Staaten Israel und Palästina ab, da er beide für diskriminierend hält. Er vertritt die Theorie, dass der Koran von einem Rabbiner geschrieben wurde.
Aldeeb äußerte verschiedene islamkritische Positionen, so positionierte er sich für ein Verbot der Errichtung von Minaretten in der Schweiz, da nach seiner Ansicht die Verfassung das Beten erlaube, aber nicht das „Schreien“.

## Auszeichnungen
- 15. November 1981: Preis Vigener für seine Doktorarbeit der Juristischen Fakultät von Freiburg
- 21. November 2009: Akademiemitglied für „Studium – Accademia di Casale e del Monferrato per l’Arte, la Letteratura, la Storia, le Scienze e le Varie Umanità“.

## Schriften
- Le droit des peuples à disposer d’eux-mêmes, étude analytique de la doctrine marxiste-léniniste et de la position soviétique, polycopié, IUHEI, 1976,
- L’impact de la religion sur l’ordre juridique, cas de l’Égypte, non-musulmans en pays d’Islam, Éditions universitaires, Fribourg 1979,
- Discriminations contre les non-juifs tant chrétiens que musulmans en Israël, Pax Christi, Lausanne, Pâques 1992,
- Les musulmans face aux droits de l’homme: religion & droit & politique, étude et documents, Verlag Dr. Dieter Winkler, P.O.Box 102665, D-44726 Bochum, 1994,
- Les mouvements islamistes et les droits de l’homme, in Herausforderungen Historisch-politische Analysen, Winkler, Bochum, 1998
- Huquq al-insan 'ind al-muslimin wal-massihiyyin wal-yahud, Dar Robeian, Kuwait, 1998,
- Khitan al-dhukour wal-inath 'ind al-yahud wal-masihiyyin wal-muslimin: al-jadal al-dini, Riad El-Rayyes, Beyrouth, 2000,
- Sami Aldeeb et Andrea Bonomi (éd.): Le droit musulman de la famille et des successions à l’épreuve des ordres juridiques occidentaux, Publications de l’Institut suisse de droit comparé, Schulthess, Zürich, 1999
- Sami Aldeeb et Mahmud Al-Gundi: Al-dustur al-gadid lil-ittihad al-swisri, (Bern), 2000.
- Circoncision masculine – circoncision féminine: débat religieux, médical, social et juridique, L’Harmattan, Paris, 2001.
- Male and female circumcision among Jews, Christians and Muslims: religious, medical, social and legal debate, Shangri-La Publications, Warren Center, PA 19951, USA, 2001.
- Cimetière musulman en Occident: Normes juives, chrétiennes et musulmanes, L’Harmattan, Paris, 2002.
- Les Musulmans en Occident entre droits et devoirs, L’Harmattan, Paris, 2002.
- Muslims in the West caught between rights and duties: redefining the separation of church and state, Shangri-La Publications, Warren Center, PA 19951, USA, 2002.
- Khitan al-dhukour wal-inath 'ind al-yahud wal-masihiyyin wal-muslimin: al-jadal al-dini, wal-tibbi, wal-ijtima'i wal-qanuni, Beit-Jala, Collection Olive Branch, 2003.
- Circoncision: Le complot du silence, L’Harmattan, Paris, 2003.
- Mariages entre partenaires suisses et musulmans: connaître et prévenir les conflits, 4ème édition, Institut suisse de droit comparé, Lausanne, 2003.
- Ehen zwischen schweizerischen und muslimischen Partnern: Konflikte erkennen und ihnen vorbeugen, 4. Auflage, übersetzt von Beatrice Angehrn, 2003.
- Mu'amarat al-samt: Khitan al-dhukour wal-inath 'ind al-yahud wal-masihiyyin wal-muslimin: al-jadal al-dini, wal-tibbi, wal-ijtima'i wal-qanuni, Dar al-Awael, Damas, 2003.
- Al-tamyiz did ghayr al-yahud fi Isra'il massihiyyin kanu am muslimin, Dar al-Awael, Damas, 2003.
- Introduction à la société musulmane: fondements, sources et principes, Eyrolles, Paris, 2005.
- Les sanctions en droit musulman: passé, présent et avenir, Cahiers de l’Orient chrétien 6, CEDRAC (USJ), Beyrouth, 2007, 110 Seiten.
- Il diritto islamico: fondamenti, fonti, istituzioni, Carocci Editore, Rome, 2008.
- Le Coran: texte arabe et traduction française par ordre chronologique selon l’Azhar, avec renvoi aux variantes, aux abrogations et aux écrits juifs et chrétiens, Éditions de l’Aire, Vevey, 2008.
- Projets de constitutions et droits de l’homme islamiques, Éditions de Paris, Paris, 2008.
- Religion et droit dans les pays arabes, Presses universitaires de Bordeaux, Bordeaux, 2008.
- Il contratto di appalto nel diritto arabo particolarmente nel diritto egiziano, con le disposizioni dei principali codici arabi in diverse lingue, ASEM, Palermo, 2008.
- Les successions en droit musulman, cas de l’Égypte, présentation, versets coraniques et dispositions légales, Thebookedition, Lille, 2009.
- Le contrat d’entreprise en droit arabe, cas de l’Égypte, avec les dispositions des principaux codes arabes en différentes langues, Thebookedition, Lille, 2009.
- Non-Musulmans en Pays d’Islam, cas de l’Égypte, Thebookedition, Lille, 2009.
- Avenir des Musulmans en Occident, cas de la Suisse, Thebookedition, Lille, 2009.
- Avvenire dei Musulmani in Occidente, caso della Svizzera, Thebookedition, Lille, 2009.
- Il diritto di famiglia nel mondo arabo, costanti e sfide, Thebookedition, Lille, 2009.
- Demain les islamistes au pouvoir? Conception musulmane de la loi et son impact en Occident, Association culturelle du Razès, Montréal d’Aude (France), 2009.
- Manuel de droit musulman et arabe, Thebookedition, Lille, 2009.
- Matrimoni misti con musulmani, caso della Svizzera (con modello di contratto in sei lingue), Thebookedition, Lille, 2010.
- Casamientos mixtos con musulmanes, caso de Suiza (con modelo de contrato en seis lenguas), Thebookedition, Lille, 2010.
- Mariages mixtes avec des musulmans, cas de la Suisse (avec modèle de contrat en six langues), Thebookedition, Lille, 2010.
- Gemischte Ehen mit Muslimen, die Schweiz betreffend, Thebookedition, Lille, 2010.
- Il diritto islamico: fondamenti, fonti, istituzioni, Carocci Editore, Rome, 2009.